# Arete (mitologia)
Arete (gr. Ἀρήτη Arḗtē) – znana z eposu Homera królowa Feaków, żona  ich władcy Alkinoosa. 
Imię jej oznaczało dosłownie „Ta, której imienia się nie wymawia”. Była córką Reksenora i bratanicą swego małżonka Alkinoosa, matką Nauzyki i Laodamasa (znanego z imienia jednego z pięciu synów). 
Cieszyła się poważaniem i miłością Feaków. Gościnnie przyjęła Odyseusza, który zwrócił się do niej o pomoc jako rozbitek. Odegrała też istotną rolę w historii przybyłych do Alkinoosa Argonautów, ratując Medeę przed zemstą jej ojca Ajetesa przez doprowadzenie do zaślubin z Jazonem, i obdarowując młodą parę na dalszą wędrówkę.